# 13 Vendémiaire

Strider vid kyrkan Saint-Roch i Paris i samband med 13 Vendémiaire.

13 Vendémiaire var ett slag som ägde rum i Paris i Frankrike den 5 oktober 1795.
Slaget utspelade sig mellan de nationella revolutionstrupperna och rojalistiska trupper inför installationen av en ny typ av regering, direktoriet, efter störtandet av skräckväldet. Det slutade med seger för direktoriet sedan revolutionstrupperna under Napoleon Bonaparte slagit ned rojalisterna och ihågkoms som genombrottet för Napoleons karriär. 